# Bourguignon-lès-Morey
Bourguignon-lès-Morey is een gemeente in het Franse departement Haute-Saône (regio Bourgogne-Franche-Comté) en telt 55 inwoners (2011). De plaats maakt deel uit van het arrondissement Vesoul.

## Geografie
De oppervlakte van Bourguignon-lès-Morey bedraagt 10,1 km², de bevolkingsdichtheid is dus 5,4 inwoners per km².
De onderstaande kaart toont de ligging van Bourguignon-lès-Morey met de belangrijkste infrastructuur en aangrenzende gemeenten.

## Demografie
Onderstaande figuur toont het verloop van het inwonertal (bron: INSEE-tellingen).